# 利尼莱艾尔
利尼莱艾尔（法語：Ligny-lès-Aire）是法国北部-加来海峡大区加来海峡省的一个市镇，属于贝蒂讷区诺朗丰泰县。该市镇2009年时的人口为598人。

## 人口
利尼莱艾尔人口变化图示
| 数据来源：INSEE |